# 盧捷閔
盧捷閔（1995年10月12日—）為臺灣男子籃球運動員，場上位置為得分後衛，現效力於超級籃球聯賽台灣啤酒。

## 生平
盧捷閔為阿美族人，弟弟盧峻翔同為籃球運動員，盧捷閔畢業於明仁國中、能仁家商、輔仁大學，高中曾助隊完成高中籃球聯賽（HBL）二連霸，2017年7月升上大四之際在超級籃球聯賽新人選秀會第一輪第六順位被裕隆納智捷選中，2020年在三年合約到期後重返校園完成學業，總計三年下來只在超級籃球聯賽出賽30場。
2021年10月4日，T1聯盟桃園雲豹宣布盧捷閔加盟事宜。2022年5月18日，盧捷閔在主場迎戰新北中信特攻的比賽中投進8記三分球，攻下個人賽季單場新高32分。8月10日，盧捷閔提前與桃園雲豹換約，簽下一紙2+1年、年薪為新臺幣260萬元的合約。12月17日，盧捷閔在作客新北中信特攻的比賽中投進9記三分球，攻下個人生涯單場新高34分。
2024年8月12日，台灣啤酒助理教練哈孝遠於2024年超級籃球聯賽新人選秀會中表示盧捷閔加入球隊。